# 1 Wall Street
El 1 Wall Street, originalmente el Irving Trust Company Building, también conocido como Bank of New York Building y BNY Mellon Building, es un rascacielos situado en Manhattan, Nueva York, Estados Unidos, en el lado este de Broadway entre Wall Street y Exchange Place. 1 Wall Street, diseñado en estilo art déco, mide 199 m de altura y consta de dos secciones. El edificio original de 50 pisos fue diseñado por Ralph Thomas Walker de la firma Voorhees, Gmelin and Walker y construido entre 1929 y 1931, mientras que un anexo de 36 pisos al sur fue diseñado por la firma sucesora Voorhees, Walker Smith & Haines y construido desde 1963 hasta 1965. 
La fachada, hecha de piedra caliza, contiene ligeras bahías curvadas hacia adentro con estrías que parecen cortinas. En los pisos inferiores hay ventanas estrechas con parteluces, así como entradas ornamentadas. El volumen de 1 Wall Street incorpora numerosos pequeños retranqueos, y la parte superior del edificio original consta de una torre independiente. Las esquinas consisten en chaflanes, mientras que la parte superior de la torre tiene bahías sin ventanas estriadas. La fachada del anexo está diseñada en un estilo que evoca la estructura original. En el interior hay un vestíbulo principal ornamentado con mosaicos de colores.
1 Wall Street se había construido para Irving Trust, uno de los bancos más grandes de la ciudad de Nueva York a principios del siglo XX. En el momento de su construcción, ocupaba una de las parcelas más valiosas de la ciudad. Reemplazó tres estructuras anteriores, incluido el Manhattan Life Insurance Building, que alguna vez fue el edificio más alto del mundo. Después de que Irving Trust fuera adquirido por The Bank of New York Mellon (BNY Mellon) en 1988, 1 Wall Street sirvió posteriormente como sede global de BNY Mellon hasta 2015. El edificio fue comprado por Harry Macklowe y se está renovando de 2018 a 2021, que lo convertirá en un inmueble residencial con algún local comercial.
Es considerado como uno de los hitos art déco de Nueva York, a pesar de que inicialmente se ignoró a favor de edificios como el Empire State Building y el Chrysler Building. La Comisión para la Preservación de Monumentos Históricos de Nueva York designó la parte original del edificio como un monumento de la ciudad en 2001.

## Sitio

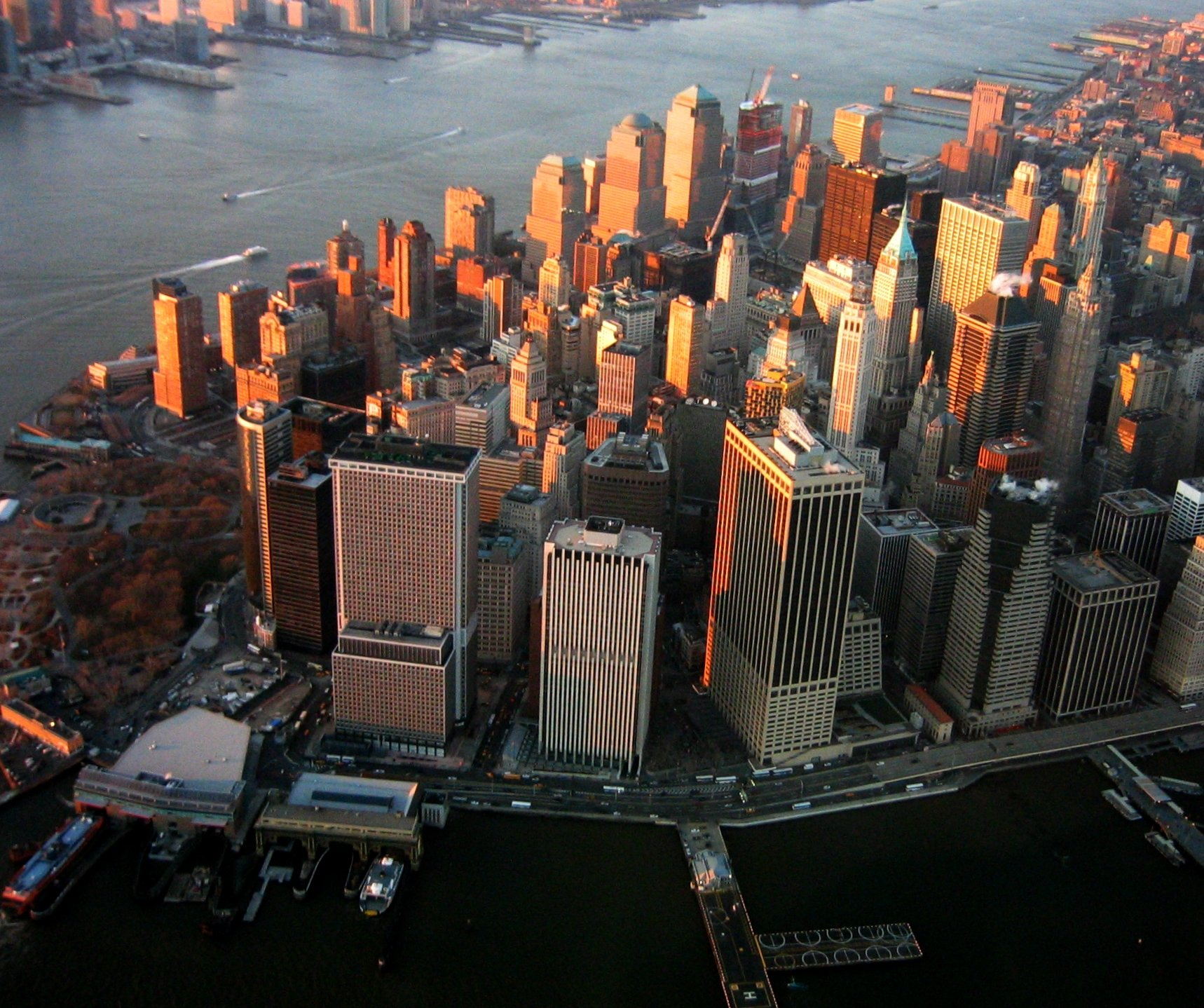
El distrito financiero de Manhattan, desde un helicóptero.

1 Wall Street ocupa toda la manzana en el distrito financiero del Bajo Manhattan, delimitado por Broadway al oeste, Wall Street al norte, New Street al este y Exchange Place al sur. 1 Wall Street está adyacente al Adams Express Building, 65 Broadway, el Empire Building, Trinity Church y el cementerio de Trinity Church al oeste; el edificio de American Surety Company al norte; 14 Wall Street al noreste; el edificio de la Bolsa de Valores de Nueva York al este; y 52 Broadway al sur. Las entradas a la estación de Wall Street del metro de Nueva York, servidas por los trenes 4 y 5, están adyacentes al edificio.
Debido a las curvas en la fachada, la estructura original no ocupa completamente su lote de terreno completo, y unos 17 m² del lote se utilizaron como espacio de acera. En las esquinas biseladas del edificio, la fachada está empotrada hasta 2,3 metros (m) desde la línea del lote. En consecuencia, cuando se construyó 1 Wall Street, su ocupante principal, Irving Trust, incrustó pequeñas placas de metal para afirmar los límites de su lote.

## Diseño
El edificio original fue diseñado por Ralph Walker de Voorhees, Gmelin y Walker en estilo Art Deco. El anexo fue diseñado por Voorhees, Gmelin y la firma sucesora de Walker, Voorhees, Walker Smith Smith & Haines. Alcanza los 50 pisos y tiene una altura de 199 metros. El anexo sur tenía originalmente 28 pisos de altura con una altura de aproximadamente 119 m, pero en 2019 se amplió a 36 pisos con una altura de aproximadamente 151 m. Las estructuras de buhardillas de hasta dos pisos se encuentran en la parte superior de ambas secciones.
Walker había diseñado otros edificios Art Deco en el área de la ciudad de Nueva York, principalmente estructuras de telecomunicaciones. Estos incluyeron el Verizon (1927), sede de New Jersey Bell (1929), 60 Hudson Street (1930) y 32 Avenue of the Americas (1932), así como edificios telefónicos en el norte del estado de Nueva York.

### Forma
1 Wall Street contiene numerosos reveses en su exterior. Aunque la Resolución de Zonificación de 1916 ordenó los reveses en los rascacielos de la ciudad de Nueva York para permitir que la luz y el aire llegaran a las calles de abajo, más tarde se convirtieron en una característica definitoria del estilo art déco.
El edificio original de 1931, en la parte norte del sitio, contiene una serie de pequeños contratiempos que comienzan en el piso 20 y continúan hasta el piso 35, sobre el cual se eleva una torre delgada. La parte sur del edificio original se eleva tan alto como una buhardilla en el piso 37, aunque el piso 36 es el piso más alto que también conecta con el anexo. Mide 55 m en Broadway por 31 m en Wall Street.
El anexo sur, terminado en 1965, tiene menos retrocesos. En el lado de New Street, hay contratiempos por encima del quinto y décimo piso; el edificio luego se eleva como una losa delgada con contratiempos en los pisos 29, 34 y 35. A lo largo de Broadway, la fachada del anexo estaba originalmente empotrada detrás de la del edificio original, por un ancho de dos tramos verticales. En 2018, se construyó una entrada al espacio comercial frente al anexo, con una altura de entre uno y siete pisos. La fachada de la adición de 2018 se proyecta hacia adelante a la fachada de la estructura original. También se construyeron cinco pisos sobre la parte inicial del anexo. En total, según los documentos de zonificación, el anexo mide 55 m en Broadway y 40,4 m en Exchange Place.

### Fachada
La fachada de está hecha principalmente de piedra caliza. Esto contrasta con las fachadas de ladrillo de los edificios de telecomunicaciones de Walker, cuyo uso probablemente fue influenciado por el expresionismo holandés y alemán. El edificio original tiene tramos verticales dentados con estrías que están dispuestos de manera similar a las cortinas. El anexo también está hecho principalmente de piedra caliza, pero la entrada al por menor del anexo está hecha de vidrio.

### Edificio original
La fachada de la sección original de 1 Wall Street contiene varios elementos decorativos que la hacen aparecer como un diseño "orgánico", en lugar de un diseño producido por una máquina. Walker dijo que 1 Wall Street "tendría 200 mil personas mirándolo desde todos lados" en un solo año, incluidos trabajadores y peatones, y que deberían tener "alivio y placer mental" al mirar el edificio. Walker también afirmó que en el diseño de 1 Wall Street, "trató de superponer un ritmo sobre un ritmo básico", y como tal, trató la fachada como una serie de "motivos rítmicos" en diferentes tamaños. Cada uno de los tramos está separado por pilares curvos que se proyectan hacia la parte superior del retranqueo. Varios pilares también contienen incisiones verticales para dar énfasis. Las ventanas se diseñaron específicamente con marcos curvos para encajar en la fachada.
La base está compuesta por los tres pisos más bajos. La sección de la base a lo largo de Wall Street tiene ocho bahías de ancho, con una entrada de doble ancho en el medio de la fachada de Wall Street, a la que se accede por un corto tramo de escaleras y conduce al vestíbulo principal. Las secciones de la base en Broadway y New Street tienen diecisiete bahías de ancho. Hay un sótano de granito expuesto en New Street con una entrada de servicio. [29] En los pisos superiores, cada una de las bahías tiene una sola ventana de guillotina en cada piso. Las esquinas noroeste y noreste contienen chaflanes.

### Características
Tiene 43 ascensores y 14 escaleras mecánicas. Cuando se construyó, tenía 29 ascensores, algunos de los cuales estaban cerca de las paredes exteriores del edificio. Irving Trust tenía sus propios ascensores privados, mientras que el resto del edificio tenía tres tipos de ascensores, que prestaban servicio a los pisos inferior, intermedio o superior. Debido a que el lado de New Street el edificio era más bajo que el lado de Broadway, los ingenieros configuraron los huecos de los ascensores originales para que pudieran instalarse ascensores de dos pisos si fuera necesario. Estos ascensores de dos pisos nunca se construyeron. Cuando se completó, 1 Wall Street fue la primera estructura de oficinas en el Lower Manhattan en utilizar corriente alterna para la energía eléctrica. Contenía una red de tubos neumáticos para enviar documentos entre pisos.
Hay 108,292 m² de espacio interior, de los cuales el edificio original tenía 46.000 m² de espacio de piso. También hay cinco niveles de sótano bajo la estructura original. Un corredor dentro del sótano de 1 Wall Street, que se extiende entre Broadway y New Street, proporcionó acceso a la plataforma en dirección norte de la estación de Wall Street, pero se convirtió en una sala de comunicaciones en 2000.
Tras la apertura del edificio, Irving Trust ocupó los sótanos, los diez pisos más bajos y los tres pisos más altos. Después de su conversión de 2018-2021, tenía 63.000 m² de espacio residencial y 15.400 m² de espacio comercial.